# 峡北広域行政事務組合
峡北広域行政事務組合（きょうほくこういきぎょうせいじむくみあい）は、山梨県韮崎市、北杜市及び甲斐市の3市が設立している一部事務組合。

## 概要

### 事務所
- 山梨県韮崎市本町4丁目8-36

### 主な事務内容
- 峡北広域市町村圏計画の策定及び同計画に基づく事業の実施についての連絡調整に関する事務の管理及び執行（韮崎市、北杜市）
- 常備消防に関する事務（韮崎市、北杜市、甲斐市（旧双葉町））
- 峡北ふるさと市町村圏計画の策定に関する事務及び計画に基づく事業の実施並びに連絡調整に関する事務（韮崎市、北杜市）
- ごみ処理施設及び家庭不燃物処理施設の建設並びに維持運営に関する事務（韮崎市、北杜市、甲斐市（旧双葉町、旧敷島町））峡北広域環境衛生センター
- 総合福祉センターの建設及び維持運営に関する事務（韮崎市、北杜市、甲斐市（旧双葉町、旧敷島町））
- し尿処理施設の建設及び維持運営に関する事務（韮崎市、北杜市（明野町、須玉町、武川町）、甲斐市（旧双葉町、旧敷島町））

### 組織
- 組合議会
  - 議員定数：20人（韮崎市：6人、北杜市：10人、甲斐市：4人）
- 執行機関
  - 理事会
    - 理事：関係市の長及び韮崎市の長が当該議会の同意を得て当該職員のうちから指名する者1人
    - 代表理事：1人（理事が互選）

  - 会計管理者：1人
  - 監査委員：2人

## 常備消防事務

### 概要
- 消防本部：韮崎市本町4丁目8-36
- 管内面積：765.04 km2
- 職員定数：126人
- 消防署2か所、分署4か所
- 主力機械（2023年7月現在）
  - 消防ポンプ自動車：6
  - 水槽付き消防ポンプ自動車：2
  - はしご付消防ポンプ自動車：1
  - 化学消防ポンプ自動車：1
  - 小型動力ポンプ付水槽車：1
  - 救助工作車：2
  - 救急自動車：9
  - 本部連絡車：2
  - 査察車：1
  - 指揮車：2
  - 防災車：2
  - 資機材搬送車：1
  - 後方支援車（I型）：1
  - ボートトレーラー：1

### 沿革
- 1970年3月23日：峡北地区消防組合の設立が認可される。
- 1970年4月1日：峡北地区消防組合消防本部を設置する。
- 1971年4月1日：1本部2署（韮崎消防署・長坂消防署）3分署（須玉分署・白州分署・高根分署）が業務開始する。
- 1971年8月：各分署の指令車を救急自動車として改造し、救急体制を充実強化する。
- 1972年8月：救助工作車を韮崎消防署、長坂消防署に配備する。
- 1972年12月：化学消防自動車を配備する。
- 1974年1月：はしご付消防自動車を韮崎消防署に配備する。
- 1975年8月7日：救急自動車を白州分署に配備する。
- 1975年9月1日：救急自動車を須玉分署に配備する。
- 1976年9月13日：救急自動車を高根分署に配備する。
- 1977年12月12日：救急自動車を小淵沢分遣所に配備する。
- 1977年12月17日：中央自動車道の救急対策として、小淵沢分遣所が業務開始する。救急車のみの配備。
- 1982年3月31日：峡北地区消防組合が解散する。
- 1982年4月1日：峡北地区消防組合、峡北広域市町村圏協議会、韮崎市外五町村衛生組合、韮崎市外十町村環境衛生組合及び韮崎市外九町村隔離病舎組合の事務を共同処理するため、峡北広域行政事務組合を設立する。峡北広域行政事務組合消防本部となる。
- 1990年7月1日：清里夏季救急分駐所が業務開始する。
- 1998年1月22日：初の高規格救急自動車を韮崎消防署へ配備する。
- 2004年9月1日：中巨摩郡竜王町・敷島町・北巨摩郡双葉町が合併して甲斐市が発足する。従前のとおり、旧竜王町、旧敷島町の区域は甲府地区広域行政事務組合消防本部が管轄する。
- 2004年11月1日：北巨摩郡須玉町・長坂町・白州町・高根町・大泉村・武川村・明野村が合併して北杜市が発足する。
- 2006年3月15日：北巨摩郡小淵沢町が北杜市に編入される。
- 2011年4月1日：長坂消防署の名称を北杜消防署に変更し、小淵沢分遣所を小淵沢分署に変更する。
- 2013年2月1日：双葉分署が開署 業務を開始する。
- 2017年5月18日：事務組合総務課、消防本部および韮崎消防署が新庁舎へ移転し業務開始。
- 2022年2月1日：北杜消防署が新庁舎で業務開始。
- 2024年8月26日：須玉分署、白州分署が移転新庁舎で業務開始[1]。同日、白州分署が韮崎消防署から北杜消防署の管轄となり、小淵沢分署が白州分署に統合され、窓口業務は北杜消防署に移管された。旧須玉分署、旧白州分署、旧小淵沢分署はいずれも閉鎖された。
- 2025年3月24日：高根分署が移転新庁舎で業務開始[2]。

### 組織
- 消防本部 - 総務課、消防課、予防課、指令課
- 消防署

### 消防署
| 消防署     | 住所                      | 分署                                                           |
| ---------- | ------------------------- | -------------------------------------------------------------- |
| 韮崎消防署 | 韮崎市本町4丁目8-36       | 須玉：北杜市須玉町若神子5680 双葉：甲斐市龍地5184-1            |
| 北杜消防署 | 北杜市長坂町大八田6811-18 | 高根：北杜市高根町村山北割86-37 白州：北杜市白州町鳥原2913-165 |

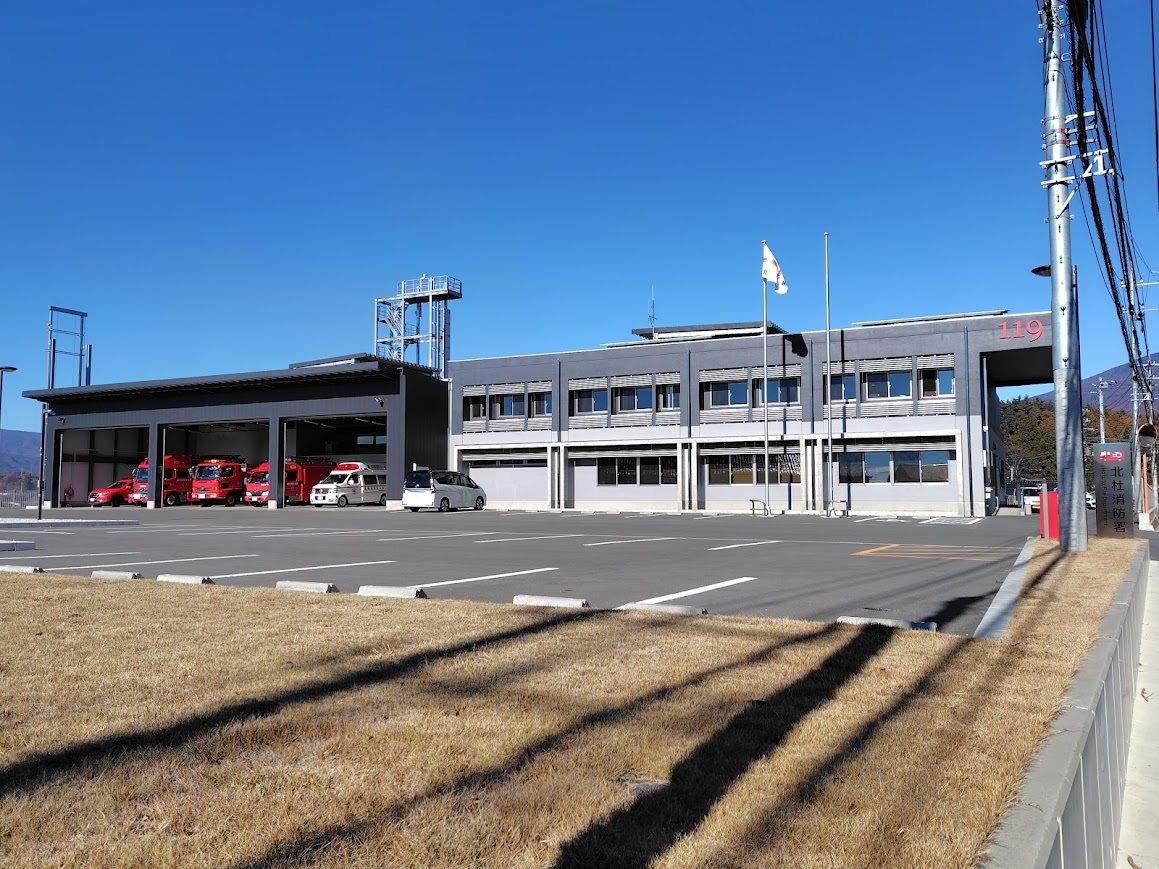
北杜消防署（2024年11月）
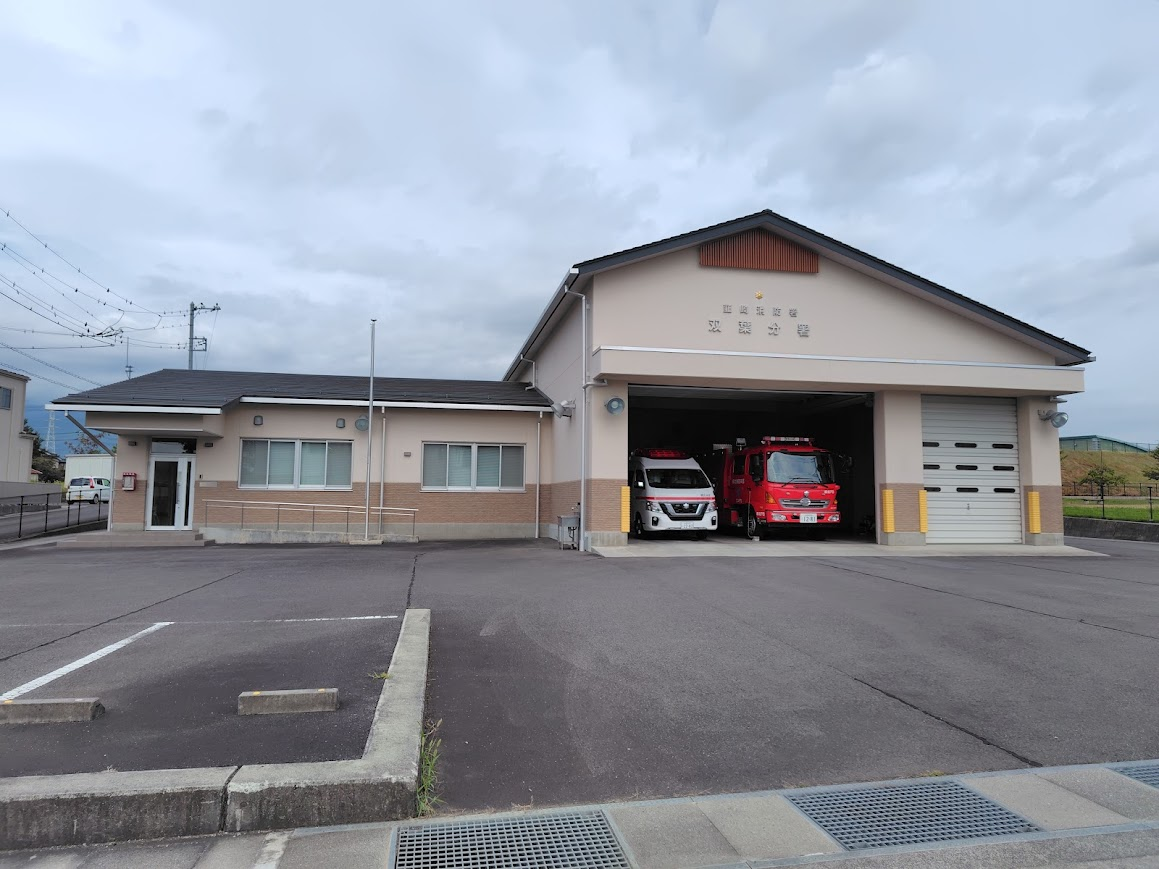
韮崎消防署双葉分署（2025年8月）
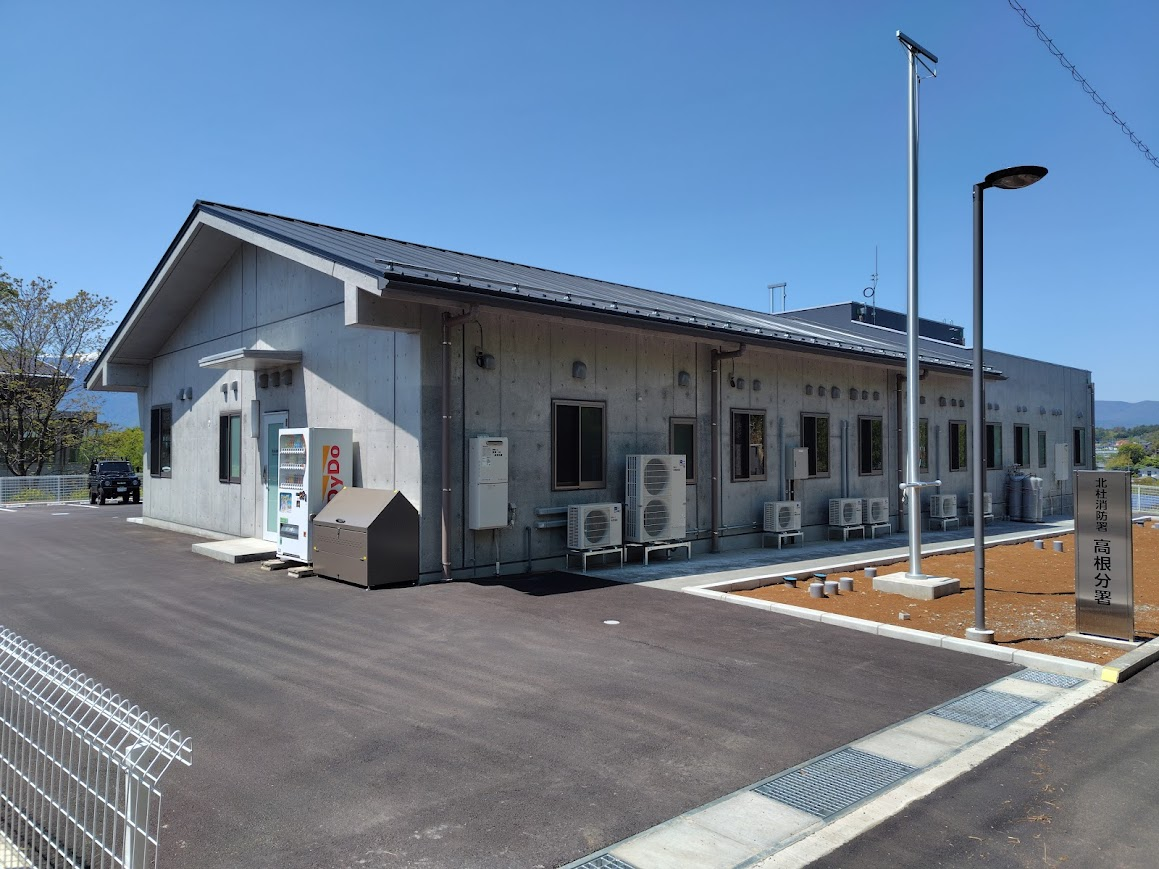
北杜消防署高根分署（2025年5月）
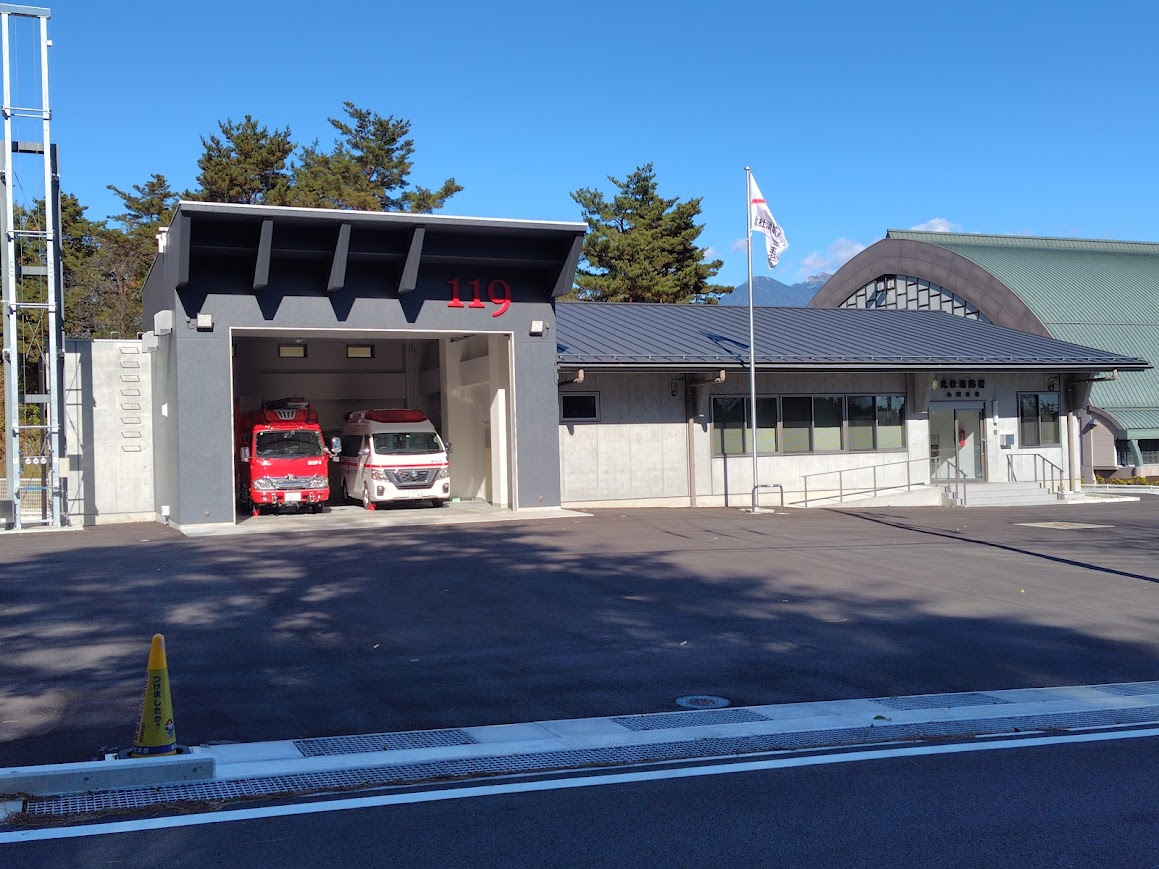
北杜消防署白州分署（2024年11月）
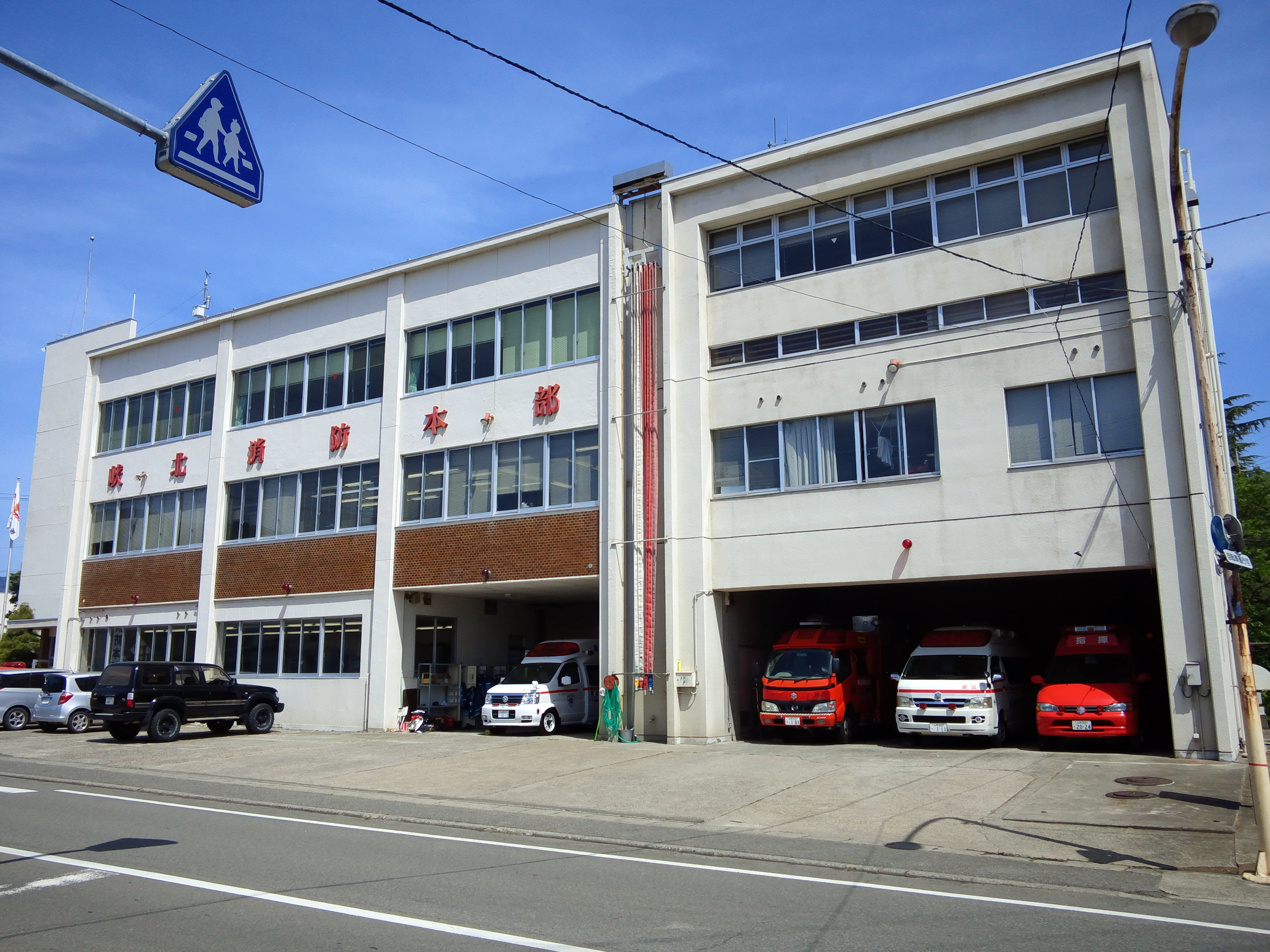
峡北消防本部・韮崎消防署旧庁舎
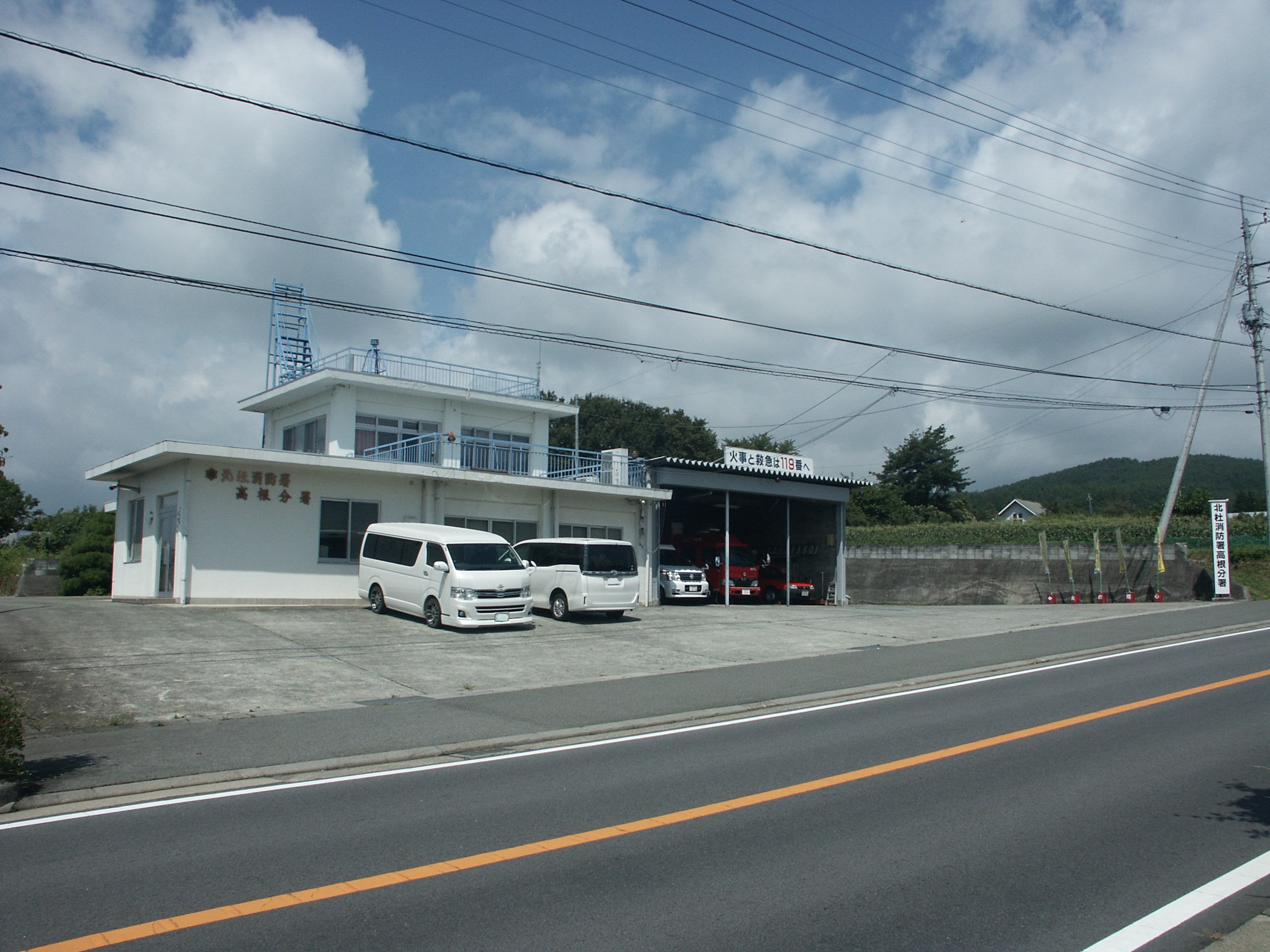
北杜消防署高根分署旧庁舎
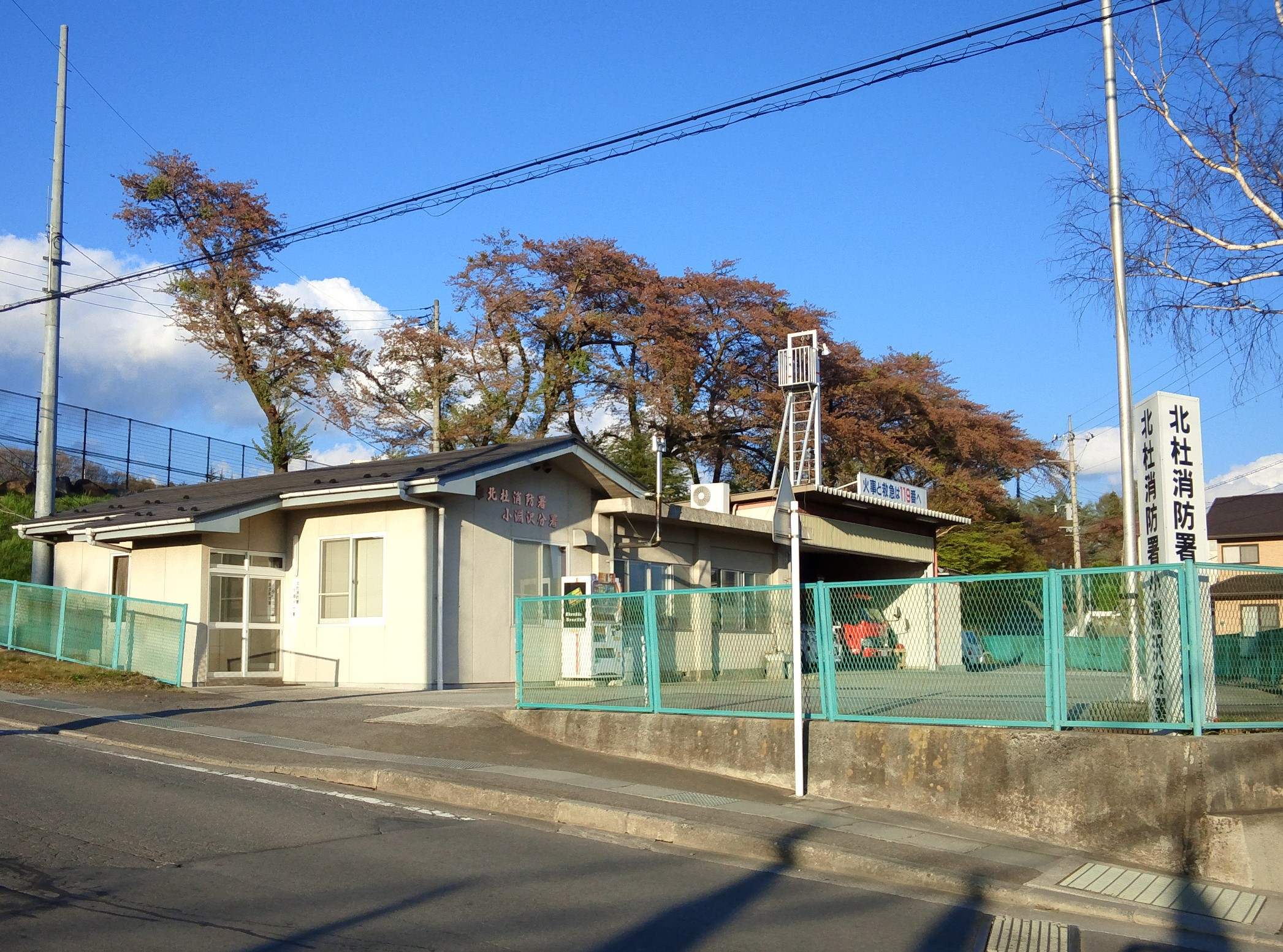
北杜消防署小淵沢分署旧庁舎